# ブレント・サンチョ
ブレント・サンチョ（Brent Sancho、1977年3月13日 - ）は、トリニダード・トバゴの元サッカー選手。元トリニダード・トバゴ代表。ポジションはディフェンダー。

## 来歴
1999年10月にトリニダード・トバゴ代表デビュー。トリニダード・トバゴ史上初の出場となった2006 FIFAワールドカップのメンバーにも選ばれ、グループステージ全3試合に出場した。トリニダード・トバゴ代表として通算43試合に出場した。

## 代表歴

### 出場大会
- トリニダード・トバゴ代表
  - 2006 FIFAワールドカップ

### 試合数
- 国際Aマッチ 43試合 0得点（1999年-2006年）[1]

| トリニダード・トバゴ代表 | 国際Aマッチ | 国際Aマッチ |
| 年                       | 出場        | 得点        |
| ------------------------ | ----------- | ----------- |
| 1999                     | 1           | 0           |
| 2000                     | 6           | 0           |
| 2001                     | 4           | 0           |
| 2002                     | 3           | 0           |
| 2003                     | 6           | 0           |
| 2004                     | 11          | 0           |
| 2005                     | 7           | 0           |
| 2006                     | 5           | 0           |
| 通算                     | 43          | 0           |